# Irma (by)
 For alternative betydninger, se Irma. (Se også artikler, som begynder med Irma)
Irma er en italiensk by (og kommune) i regionen Lombardiet i Italien, med omkring 132(2023) indbyggere.